# 티시포네

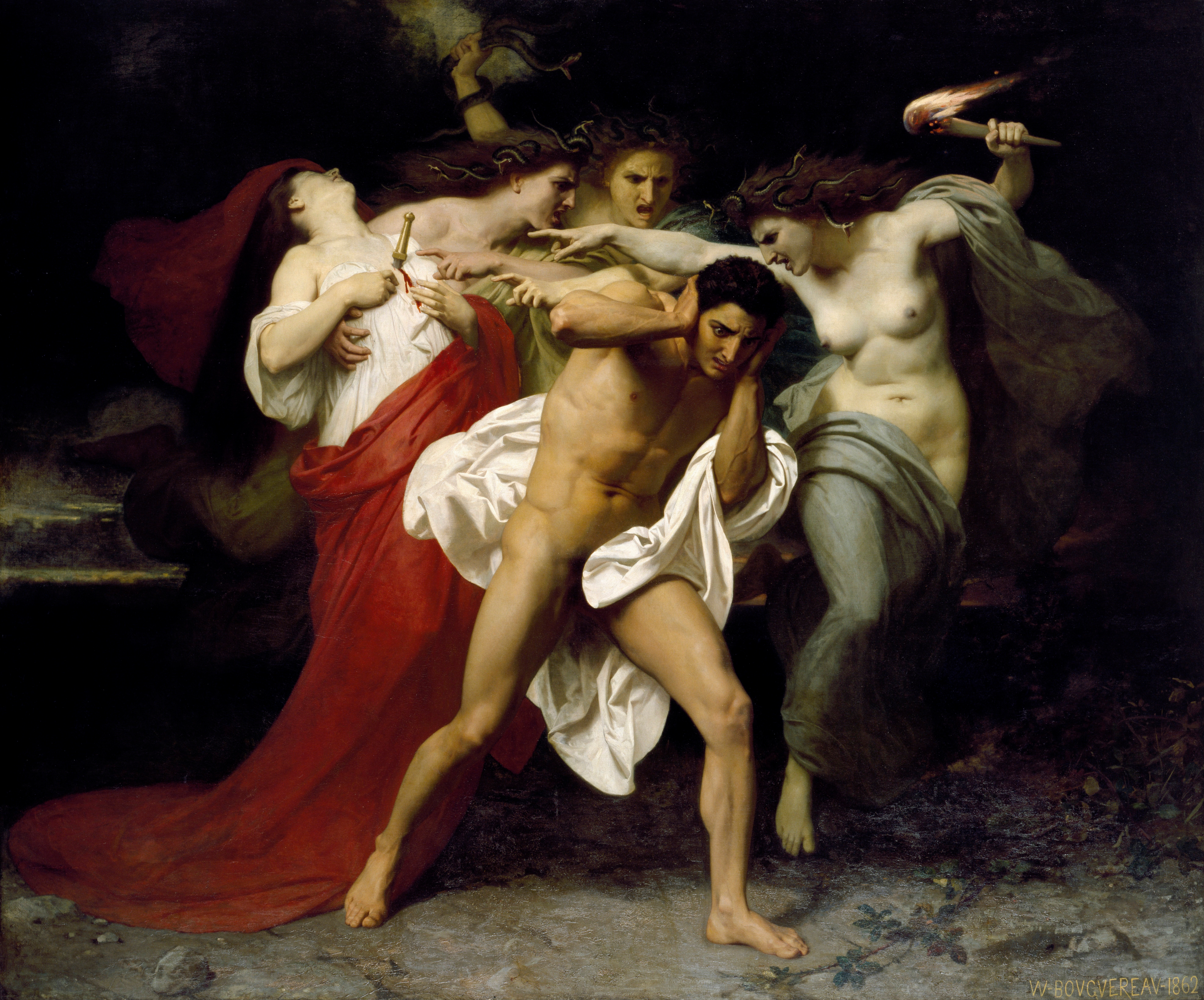

티시포네(=Τισιφόνη, Tisiphone)는 그리스 신화에 등장하는 여신이다.

## 에리니에스의 1명
복수의 3여신 에리니에스의 하나다. 「살륙의 복수자」나 「살인을 복수하는 여자」의 뜻.
가이아의 딸로, 그녀의 자매는 알렉토와 메가에라다. 삼상일체의 대모신 삼상여신의 하나 면상이다.

## 아르크마이온의 딸
또, 아르크마이온과 망토의 사이에서 태어난 딸.

## 같이 보기
- 그리스 신들의 가계도